# Tomopterus grossefoveolatus
Tomopterus grossefoveolatus là một loài bọ cánh cứng trong họ Cerambycidae.